# Mörrumsån
Der Mörrumsån ist ein 185 km langer Fluss in Südschweden.
Der Mörrumsån entspringt bei Lindshammar und fließt zunächst durch zahlreiche Seen, zu denen der Madkroken (196 m), der Örken (188 m), der Helgasjön (163 m), der Salen (142 m) und der Åsnen (138 m) gehören. Westlich der Ortschaft Urshult verlässt er den Åsnen und südlich des Ortes Ryd durchfließt er dann keine Seen mehr. Nach etwa 185 km in überwiegend südlicher Richtung erreicht der Fluss südlich von Mörrum die Ostsee.
Der Mörrumsån ist einer der bekanntesten Lachsflüsse Schwedens und zieht jedes Jahr zahlreiche Angler aus vielen Ländern an.